# Шишкино (Назаровское сельское поселение)
В том числе деревня с таким названием есть в том же районе, но в Судоверфском сельском поселении.
Ши́шкино  — деревня Назаровского сельского округа Назаровского сельского поселения Рыбинского района Ярославской области.
Деревня расположена в северо-западной части сельского поселения, к северу от города Рыбинск. Она стоит на правом берегу реки Инопаш. Выше по течению на том же правом берегу стоит деревня Филиппово. Ниже по течению на том же правом берегу деревня Инопажь. На противоположном берегу реки — лётное поле аэродрома Староселье .
На 1 января 2007 года в деревне числилось 8 постоянных жителей . Рыбинское городское почтовое отделение 6 обслуживает в деревне 20 домов. .